# Odontoptila albiserpentata
Odontoptila albiserpentata är en fjärilsart som beskrevs av Richard F. Pearsall 1906. Odontoptila albiserpentata ingår i släktet Odontoptila och familjen mätare. Inga underarter finns listade i Catalogue of Life.